# NGC 1223
NGC 1223 ist eine kompakte elliptische Galaxie vom Hubble-Typ cD im Sternbild Eridanus südlich des Himmelsäquators. Sie ist schätzungsweise 388 Millionen Lichtjahre von der Milchstraße entfernt und hat einen Durchmesser von etwa 140.000 Lj.
Im selben Himmelsareal befinden sich die Galaxien NGC 1221, NGC 1225 und IC 1886.
Das Objekt wurde im Jahr 1886 von Francis Leavenworth entdeckt.